# Scoutisme en Russie
Le scoutisme en Russie, est organisé en plusieurs dizaines d'associations basées sur la religion, l'appartenance politique ou géographique. L'Association russe des scouts/navigateurs (russe : Росси́йская Ассоциа́ция Навига́торов/Ска́утов), ou RAS/N (РAН/С), est la fédération nationale russe, qui est devenu membre de l'Organisation mondiale du mouvement scout en 2004. Cette association compte 14 000 membres (en 2004). Pour les guides, c'est l’Association des guides russes (russe : Росси́йская Ассоциа́ция де́вочек-ска́утов, Rossiyskaya Assotsiatsiya Devochek-Skautov) qui est devenu membre associée de l'AMGE

## Histoire du scoutisme en Russie

### De 1908 à 1922

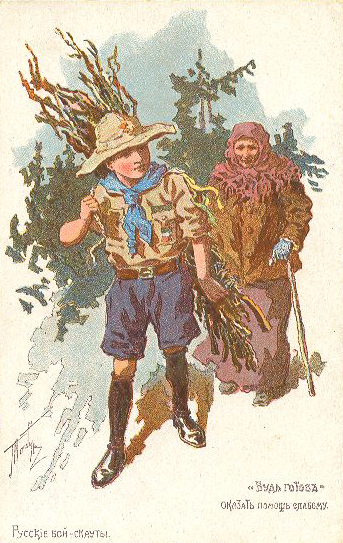
Un jeune scout soulageant une vieille dame de son fardeau. Carte postale de 1914.

En 1908, le livre Scouting for Boys de Baden-Powell arrive en Russie sur ordre du tsar Nicolas II. Il est traduit sous le nom de Jeune Eclaireur (Юный Разведчик, Yuny Razvedchik). En avril 1909, un jeune officier, le colonel Oleg Pantyukhov, crée la première troupe en Russie nommée Castor (Бобр, Bobr) à Pavlovsk, près de la ville de Tsarskoïe Selo. Le tsarévitch Alexei fut un des premiers scouts de cette troupe. En 1910, Baden-Powell rend visite à Nicolas II à Tsarskoye Selo. En 1914, Pantyukhov fonde une organisation appelée Scout russe (Русский Скаут, Russkiy Skaut). Le premier feu de camp scout en Russie eut lieu dans la forêt du parc de Pavlovsk à Tsarskoye Selo. Une chanson scoute russe rappelle cet événement. Le scoutisme se développe rapidement à travers la Russie et en Sibérie, et dès 1916, il y a environ 50 000 scouts en Russie.
Avec l'arrivée du communisme après la révolution d'Octobre de 1917 et durant la guerre civile de 1917 à 1922, la plupart des chefs scouts et de nombreux scouts combattirent dans les rangs des armées blanches, contre l'armée rouge.
En Russie soviétique, le système scout commença à être remplacé par des mouvements inspirés du fonctionnement du scoutisme, comme "ЮК" ("Юные Коммунисты", ou jeunes communistes; prononcé yuk), qui furent créés dès 1918. Il y eut une purge des chefs scouts, dont un grand nombre périrent à cause des Bolchéviques. Les Scouts qui n'acceptaient pas le nouveau système soviétique quittèrent la Russie pour de bon, comme Pantyukhov et d'autres, ou entrèrent dans la clandestinité. Cependant, ce scoutisme clandestin ne perdura pas longtemps. Le 19 mai 1922, toutes les organisations nouvelles furent réunies au sein de l'organisation des jeunes pionniers de l'Union soviétique (qui exista jusqu'en 1990). À partir de ce moment-là, les activités scoutes furent bannies en URSS.
Cependant, certains éléments scouts restèrent dans une forme un peu modifiée. La devise scoute "Bud' Gotov" ("Soit Prêt") fut modifié en devise des pionniers "Vsegda Gotov" ("Toujours Prêts"). La mention de Dieu fut remplacée par celle de Lénine et du Parti communiste. Il n'y avait plus d'organisations séparées pour les filles et les garçons.

### Les scouts russes en exil
L'organisation Русский Скаут (Scout Russe) partit donc en exil, et continua à vivre dans de nombreux pays où étaient établis des russes blancs émigrés, fondant des groupes en France, en Serbie, en Bulgarie, en Argentine, au Chili, et au Paraguay. Plusieurs milliers de scouts russes partirent de Vladivostok vers l'est en Mandchourie et vers le sud en Chine.
Le Colonel Pantyukhov, Chef Scout de Russie, résida d'abord en France et déménagea ensuite aux États-Unis, où de nombreuses troupes de scouts russes s'étaient établies dans des villes comme San Francisco, Los Angeles, etc. Il reviendra mourir en France.
Le scoutisme russe fut reconnu comme membre de l'OMMS comme mouvement scout en exil de 1928 à 1945.
Pour des raisons idéologiques, le scoutisme russe s'est divisé en deux organisations différentes. Il s'agit aujourd'hui de l'Organisation nationale des scouts russes (NORS) et de l'Organisation des jeunes éclaireurs russes (ORYuR/ОРЮР)

### Après 1990
Le mouvement scout resurgit en Russie depuis 1990, quand les restrictions gouvernementales furent levées, permettant la création d'organisations de jeunesse pour combler le vide laissé par les Pionniers, avec plusieurs factions se battant pour leur reconnaissance. Plusieurs anciens chefs pionniers créèrent aussi des groupes scouts mais leur motivation reste sujet de controverse.
L'OMMS demanda à plusieurs organisations scoutes (Scouts anglais, Boy Scouts of America, ...) de soutenir l'organisation du scoutisme dans les différentes régions russes.
Fin des années 90, plusieurs associations formèrent l'Organisation nationale du scoutisme pour tous les Russes (ARNSO) (Всероссийская Национальная Скаутская Организация (ВНСО), Vserossiyskaya Natsionalnaya Skautskaya Organizatsiya (VNSO)), soutenu par l'OMMS. En 2000, ils devinrent membre de l'OMMS.
L'affiliation fut transférée au RAS/N en 2004, à la suite de la désintégration de l'ARNSO. RAS/N chapeaute également plusieurs associations qui étaient membres de l'ARNSO.

## Organisations scoutes en Russie
Il y a environ 10 organisations nationales et 30 organisations régionales ou locales.
Le nombre de membres est donné à titre indicatif.

### Organisations nationales
Les 10 organisations à l'échelon national sont :
- All-Russian National Scouting Organisation - Organisation nationale du scoutisme pour tous les Russes (ARNSO; Всероссийская Национальная Скаутская Организация); ancien membre de l'OMMS: 1 000 membres direct
  - Fraternité (Fédération) des Scouts Orthodoxes (BPS; Братство (Федерация) Православных Следопытов (скаутов)); 2 000 membres
  - Union Russe  des Scouts (RUS; Русский Союз Скаутов); 1 500 membres
  - Interregional Children's Public Organization "Association of Scouts" (MDOOAS; Межрегиональная Детская Общественная Организация "Ассоциация Скаутов"); 200 membres
- National Organization of Russian Scouts (NORS-R; Национальная Организация Российских Скаутов-разведчиков); 2 000 membres directs; dont
  - Organization of Russian Young Pathfinders (ORYuR; Организация Российских Юных Разведчиков); membre observateurs de l'UIGSE; 2 500 membres[4]
  - Russian Association of Girl Scouts (RADS; Российская Ассоциация Девочек-Скаутов); membre de l'AMGE; 1 100 membres
- Russian Association of Scouts/Navigators (RAS/N; Российская Ассоциация Навигаторов-скаутов); membre effectif de l'OMMS; 14 000 membres[1]
- Russian Scout Organization (RSO; Российская Скаутская Организация); 3 000 membres
- National organization of volunteers "Russia" (NORD "Russia"; Национальная Организация Добровольцев "Русь"); 500 membres

## Structure d'âges
- Les Louveteaux (de 7 à 11 ans)
- Les Scouts et les  Guides ou Navigateurs (de 12 à 15 ans)
- Les Rovers (de 16 à 20 ans)

## Symboles
Le nom russe des scouts est "Скаут", mais peut aussi être "Разведчик" ou "Навигатор" suivant l'organisation. Comme "Разведчик" a aussi la connotation d'"espion", il est perçu assez négativement aujourd'hui, et beaucoup de scouts s'appelle eux-mêmes "Скаут" ou"Навигатор" (navigateurs).
La plus haute distinction scoute est l'ordre du Castor de Bronze.

### Devise
Le mot russe pour dire "Sois Prêt(e)" est Bud'Gotov

### Loi scoute
1. La Guide/le scout est vrai(e) dans ses paroles.
2. La Guide/le scout finit ce qu'elle/il commence.
3. La Guide/le scout essaye d'être utile et d'aider les autres.
4. La Guide/le scout est amical(e), cordial(e) et poli(e).
5. Tout scout ou guides est un frère/une sœur.
6. La Guide/le scout est ami(e) de la nature.
7. La Guide/le scout est dévoué(e) à ses parents, est discipliné(e) et obéit à ses supérieurs.
8. La Guide/le scout est économe et respecte la propriété des autres.
9. La Guide/le scout est pur(e) et noble dans ses pensées et ses actions.
10. La Guide/le scout n'oublie jamais son cœur.

### Promesse
“Sur mon honneur, je m'engage de faire tout ce qui dépend de moi pour remplir mon
devoir envers mon pays, tendre à la perfection spirituelle, aider ceux qui sont dans le besoin et vivre fidèle à la loi scoute
."